# 下野警察署
下野警察署（しもつけけいさつしょ）は、栃木県警察が管轄する警察署の一つである。旧称、石橋警察署。所在地は栃木県下野市下古山2451番地41。

## 管轄区域
- 下野市
- 河内郡上三川町

## 沿革
- 1879年（明治12年）- 栃木警察署石橋分署として発足
- 1948年（昭和23年） - 石橋地区警察署に改称
- 1954年（昭和29年） - 栃木県石橋警察署に改称
- 1999年（平成11年） - 栃木リンチ殺人事件発生。
- 2003年（平成15年）12月29日 - 新留置場の業務開始
- 2006年（平成18年）4月1日 - 下野市誕生に伴い栃木県下野警察署に改称

## 交番

### 下野市
- 石橋駅前交番 - 下野市石橋240番地
- 小金井交番 - 下野市駅東7丁目1番22号（令和5年3月27日に移転、小金井駅前交番から改称）
- 祇園交番 - 下野市衹園2丁目1番地1

### 上三川町
- 上三川交番 - 河内郡上三川町大字上蒲生131番地5

## 駐在所

### 下野市
- 川中子駐在所 - 下野市川中子2427番地
- 本吉田駐在所 - 下野市本吉田783番地1

### 上三川町
- 多功駐在所 - 河内郡上三川町大字多功1516番地1
- 西汗駐在所 - 河内郡上三川町大字西汗970番地8